# Nikolai Karasiov
Nikolai Karasiov (Unión Soviética, 29 de noviembre de 1939) fue un atleta soviético especializado en la prueba de lanzamiento de peso, en la que consiguió ser subcampeón europeo en 1966.

## Carrera deportiva
En el Campeonato Europeo de Atletismo de 1966 ganó la medalla de plata en el lanzamiento de peso, llegando hasta los 18.82 metros, siendo superado por el húngaro Vilmos Varjú (19.43 metros que fue récord de los campeonatos) y por delante del polaco Władysław Komar (bronce con 18.68 metros).